# Joanna Lohman
Joanna Lohman (Silver Spring, 26 de juny de 1982) és una centrecampista de futbol que va ser internacional pels Estats Units entre 2001 i 2007.

## Trajectòria
| Temporades    | Clubs                                     | Títols | Selecció (fases finals) |
| ------------- | ----------------------------------------- | ------ | ----------------------- |
| 2000 - 2003   | Penn State Nittany Lions                  |        |                         |
|               | Maryland Pride                            |        |                         |
| 2008          | Bälinge IF                                |        |                         |
| 2009          | Washington Freedom                        |        |                         |
| 2010 - 2011   | Philadelphia Independence                 |        |                         |
| 11/12         | RCD Espanyol                              | 1 Copa |                         |
| 2012          | DC United                                 |        |                         |
| 2013 - 2014 0 | Boston Breakers Apollon Limassol (cessió) |        |                         |
| 2015 - act.   | Washington Spirit                         |        |                         |